# 趵突泉街道
趵突泉街道，是中华人民共和国山東省济南市历下区下辖的一个乡镇级行政单位。

## 行政区划
趵突泉街道下辖以下地区：
朝山街社区、趵突泉社区、青年东路社区、泺文路社区和文化西路社区。

## 人口
2010年中国第六次人口普查时，趵突泉街道共有人口53874人。共有家庭11094户，平均每户2.71人。14岁以下的少年儿童共3353人，占总人口6.223%；15-64岁人口共45724人，占总人口84.87%；65岁及以上的老年人共4797人，占总人口的8.904%。男性共计26904人，占总人口49.93%；女性共计26970，占总人口50.06%。本地居住的人口中，拥有本地户籍的人口为26559人，占49.29%。